# The Residence (Band)
The Residence ist eine deutsche Rockband aus Memmingen, die 2012 von den Brüdern Leon und Felix Binder als „Residence NonAme“ gegründet wurde.

## Geschichte

### Residence NonAme
Im Jahr 2013 veröffentlichte Residence NonAme ihre erste CD So It Goes. Drei Jahre später, im März 2016 erschien das zweite Album Always Carry On. 2017 spielten sie im Kaminwerk Memmingen als Support Act vor Ten Years After. Im April 2018 folgte ein Slot im Vorprogramm vor Manfred Mannes Earth Band.

### The Residence
Im September 2018 entschieden sich Leon und Felix Binder, die Band in „The Residence“ umzubenennen, nachdem sie unter ihrem bisherigen Namen bereits über 120 Konzerte gespielt hatten. Es folgte ein Auftritt als Vorband vor Status Quo in der BigBox Kempten im Oktober 2018.
Im November 2018 unterschrieben die Mitglieder einen Vertrag bei der Booking & Artist Development Agentur LAXY Music, die als neuer Unternehmensbereich von Allgäu Concerts hervortrat.
Im Frühjahr und Sommer 2019 wurde die Residence im Rahmen der Football Achievers Awards 2019 eingeladen in Guiyang, China und dem Salle des Etoiles im Sporting Monte Carlo, Monaco aufzutreten.

## Diskografie

### Alben
- 2013: So It Goes
- 2016: Always Carry On
- 2019: Still Not Famous

### Singles
- 2018: Jolanda (Spinnup)
- 2018: Together We're Less Alone (Spinnup)